# Oakhurst (comté de Madera)
Pour les articles homonymes, voir Oakhurst.
Oakhurst, anciennement Fresno Flats, est une census-designated place (CDP) du comté de Madera en Californie, aux États-Unis.

## Démographie
| 2000  | 2010  | - | - | - | - |
| ----- | ----- | - | - | - | - |
| 2 868 | 2 829 | - | - | - | - |